# Säsong 9 av Simpsons
Nionde säsongen av Simpsons sändes ursprungligen mellan 21 september 1997 och 17 maj 1998. För den nionde produktionssäsongen var Mike Scully show runner. Tre avsnitt producerades för föregående säsong med Bill Oakley och Josh Weinstein som  show runner. Två avsnitt hade också David Mirkin som show runner, och två andra av Al Jean och Mike Reiss.
Den nionde säsongen vann tre stycken Emmy Award under 1998, Trash of the Titans för "Outstanding Animated Program (For Programming less than One Hour)" Hank Azaria fick "Outstanding Voice-Over Performance" för rösten som Apu Nahasapeemapetilon, och Alf Clausen med Ken Keeler för "Outstanding Music and Lyrics". Alf Clausen var också nominerad för "Outstanding Music Direction" och "Outstanding Music Composition for a Series (Dramatic Underscore)" för Treehouse of Horror VIII.  Den nionde säsongen var också nominerad till "Best Network Television Series" på Saturn Award och "Best Sound Editing" på Golden Reel Award.

## Lista över avsnitt
| Nr i serien | Nr i säsongen | Titel                                    | Regissör                         | Författare                                  | Sändningsdatum    | Produktkod |
| --- | ------------- | ---------------------------------------- | -------------------------------- | ------------------------------------------- | ----------------- | ---------- |
| 179 | 1             | "The City of New York vs. Homer Simpson" | Jim Reardon                      | Ian Maxtone-Graham                          | 21 september 1997 | 4F22       |
| Barney kör iväg med Homers bil till New York. Familjen reser dit för att hämta dit och alla utom Homer har trevligt där. Gästskådespelare: Joan Kenley. |               |                                          |                                  |                                             |                   |            |
| 180 | 2             | "The Principal and the Pauper"           | Steven Dean Moore                | Ken Keeler                                  | 28 september 1997 | 4F23       |
| På Springfield Elementary firar man att Skinner varit rektor i 20 år. Under tiden kommer en annan person som visar sig vara Seymour Skinner till skolan och Skinner erkänner att han är Armin Tamzarian och livet förändras för honom och i skolan. Gästskådespelare: Martin Sheen och Marcia Wallace. |               |                                          |                                  |                                             |                   |            |
| 181 | 3             | "Lisa's Sax"                             | Dominic Polcino                  | Al Jean                                     | 19 oktober 1997   | 3G02       |
| Lisas saxofon blir förstörd och Homer och Marge börjar berätta om tiden då hon fick sin saxofon och Bart började skolan under en varm sommar. Gästskådespelare: Fyvush Finkel. |               |                                          |                                  |                                             |                   |            |
| 182 | 4             | "Treehouse of Horror VIII"               | Mad Dog Kirkland (Mark Kirkland) | David S. Cohen, Mike Scully & Ned Goldreyer | 26 oktober 1997   | 5F02       |
| FOX styrker flera saker ur handlingen men blir knivhuggen och censuren höjs så att bara djävulen får se det (666). The HΩmega Man - Frankrike skickar en atombomb till Springfield och Homer tror han är den enda människan på jorden, men det visar sig att de andra som överlevde blev mutanter. Fly Vs. Fly - Homer köper en teleportör av Professor Frink och älskar den, Bart provar den, men något går fel och delar sin kropp med en fluga. Easy Bake Coven - Avsnittet utspelar sig i Sprynge-Fielde och deras jakt på häxor och det visar sig att Marge är en häxa. Marge, Patty och Selma börjar äta barnen i Sprynge-Fielde men blir hos Flanders erbjudna godis, och det visar sig var starten för Halloween. Gästskådespelare: Macabre Wallace (Marcia Wallace). |               |                                          |                                  |                                             |                   |            |
| 183 | 5             | "The Cartridge Family"                   | Pete Michels                     | John Swartzwelder                           | 2 november 1997   | 5F01       |
| Springfield är arena för en internationell fotbollsmatch som leder till kravaller i staden. Homer skaffar ett vapen och blir beroende av vapnet, han går också med i NRA, planerna uppsakttas inte av Marge. |               |                                          |                                  |                                             |                   |            |
| 184 | 6             | "Bart Star"                              | Dominic Polcino                  | Donick Cary                                 | 9 november 1997   | 5F03       |
| På hälsomässan kommer man fram till att Springfields ungdomar är feta. Bart börjar då spela amerikansk fotboll med Ned som tränare men får problem då Homer tar över tränarrollen. Gästskådespelare: Joe Namath, Mike Judge och Roy Firestone. |               |                                          |                                  |                                             |                   |            |
| 185 | 7             | "The Two Mrs. Nahasapeemapetilons"       | Steven Dean Moore                | Richard Appel                               | 16 november 1997  | 5F04       |
| Apu går på fem dejter för att hjälpa Springfields brandförsvar. Han förstår att hans dagar som singel är över då han får ett brev från sin mor, och inser att han ska gifta sig med Manjula. Han bestämmer sig då för att lura sin mor att tro att han gift sig med Marge under tiden som Homer är på Springfield Retirement Castle. Gästskådespelare: Andrea Martin, Jan Hooks och Marcia Wallace. |               |                                          |                                  |                                             |                   |            |
| 186 | 8             | "Lisa the Skeptic"                       | Neil Affleck                     | David S. Cohen                              | 23 november 1997  | 5F05       |
| Homer tror att han vunnit en motorbåt, men blev bara lurad av polisen. Lisa upptäcker att de bygger ett köpcentrum på en utgrävningsplats och bestämmer sig för att ta kampen och göra en utgrävning. Hon upptäcker ett skelett som liknar en ängel, men hon vägrar tror att det är en ängel och försöker övertyga Springfields invånare att det inte är en ängel. Gästskådespelare: Marcia Wallace, Phil Hartman och Stephen Jay Gould. |               |                                          |                                  |                                             |                   |            |
| 187 | 9             | "Realty Bites"                           | Swinton O. Scott III             | Dan Greaney                                 | 7 december 1997   | 5F06       |
| Homer köper Snakes motorbil och blir jagad av Snake som rymmer från fängelset. Marge börjar jobba som fastighetsmäklare men får problem då hon inte vill tumma på sanningen och inte lyckas sälja några hus. Gästskådespelare: Phil Hartman. |               |                                          |                                  |                                             |                   |            |
| 188 | 10            | "Miracle on Evergreen Terrace"           | Bob Anderson                     | Ron Hauge                                   | 21 december 1997  | 5F07       |
| På juldagsmorgonen stiger Bart upp tidigt men råkar starta en eld som smälter samman julgranen med presenterna. Han gräver smältdegen i trädgården och lurar familjen att de har haft inbrott. Springfields invånare tycker synd om de och skänker de pengar, vilket gör att Bart får dåligt samvete. Gästskådespelare: Alex Trebek och Marcia Wallace. |               |                                          |                                  |                                             |                   |            |
| 189 | 11            | "All Singing, All Dancing"               | Mark Ervin                       | Steve O'Donnell                             | 4 januari 1998    | 5F24       |
| Familjen hyr en ursel westernfilm och börjar titta på gamla klipp där de sjunger, under tiden kommer Snake och försöker döda dem. Gästskådespelare: George Harrison och Phil Hartman. |               |                                          |                                  |                                             |                   |            |
| 190 | 12            | "Bart Carny"                             | Mark Kirkland                    | John Swartzwelder                           | 11 januari 1998   | 5F08       |
| Homer rymmer med barnen till Colonell Tex's Travelling Carnival där de träffar på Cooter och Spud Cooder. Efter en olycka börjar Bart och Homer jobba på tivolit och tar tillfälligt över Cooter och Spud Cooder arbete, då Clancy beslagtar deras bostad/arbetsplats flyttar familjen in till Simpsons. Gästskådespelare: Jim Varney. |               |                                          |                                  |                                             |                   |            |
| 191 | 13            | "The Joy of Sect"                        | Steven Dean Moore                | Steve O'Donnell                             | 8 februari 1998   | 5F23       |
| Homer går med i sekten The Movementarians och tillsammans med sin familj börjar de jobba för ledaren. Hela familjen utom Marge och flera av Springfields invånare blir hjärntvättade så Marge kallar på hjälp för att få bort The Movementarians. Gästskådespelare: Marcia Wallace |               |                                          |                                  |                                             |                   |            |
| 192 | 14            | "Das Bus"                                | Pete Michels                     | David S. Cohen                              | 15 februari 1998  | 5F11       |
| Eleverna från Springfield Elementary ska på modell FN-möte men Otto kraschar bilen i en flod och barnen hamnar på en öde ö där får blir problem. Homer startar webbföretaget Compu-Global-Hyper-Mega-Net och blir uppköpt av Bill Gates för inga dollar. Gästskådespelare: James Earl Jones och Phil Hartman. |               |                                          |                                  |                                             |                   |            |
| 193 | 15            | "The Last Temptation of Krust"           | Mike B. Anderson                 | Donick Cary                                 | 22 februari 1998  | 5F10       |
| Krusty medverkar i en komedikväll men då han inte får några skratt blir han deprimerad och bestämmer sig för att lämna komedin. Men då han blir utskrattad under sitt avskedstal bestämmer han sig för fortsätta med en ny stil, att alltid tala sanning. Gästskådespelare: Bobcat Goldthwait, Bruce Baum, Hank Williams Jr., Janeane Garofalo, Jay Leno, Marcia Wallace och Steven Wright. |               |                                          |                                  |                                             |                   |            |
| 194 | 16            | "Dumbbell Indemnity"                     | Dominic Polcino                  | Ron Hauge                                   | 1 mars 1998       | 5F12       |
| Homer försöker laga varmvattenbredaren men misslyckas och går till Moe's Tavern. Tillsammans med Moe går de ut och försöker hitta en kvinna till honom. De träffar Renee, men Moe får problem då han inte har råd med en flickvän ber han Homer förstöra hans bil. Gästskådespelare: Helen Hunt och Marcia Wallace. |               |                                          |                                  |                                             |                   |            |
| 195 | 17            | "Lisa the Simpson"                       | Susie Dietter                    | Ned Goldreyer                               | 8 mars 1998       | 4F24       |
| Då Lisa misslyckas med ett enkelt pussel, sin läxa och sin daglig träning med saxofonen berättar farfar för henne om Simpsons-genen som kommer i hennes ålder som gör så man blir dum. Lisa har svårt att acceptera Simpsons-genen och Homer försöker hjälpa henne få upp hoppet. Jasper ställer sig i frysen på Kwik-E-Mart ihop om att bli upptinad i framtiden, Apu bestämmer sig då för att tjäna pengar på honom. Gästskådespelare: Phil Hartman. |               |                                          |                                  |                                             |                   |            |
| 196 | 18            | "This Little Wiggy"                      | Neil Affleck                     | Dan Greaney                                 | 22 mars 1998      | 5F13       |
| Efter ett besök på Knowledgeum bestämmer sig Marge för att Bart ska umgås med Ralph något som han inte gillar, men han ändrar sig då han upptäcker att det inte är så dumt att vara vän till polischefens son. Gästskådespelare: Marcia Wallace och Phil Hartman. |               |                                          |                                  |                                             |                   |            |
| 197 | 19            | "Simpson Tide"                           | Milton Gray                      | Jeffrey Ventimilia & Joshua Sternin         | 29 mars 1998      | 3G04       |
| Homer avskedas igen från kärnkraftverket och börjar jobba i flottan som reserv. Efter utbildning deltar han i en övning där han senare blir vald till kapten. Då Milhouse skaffar örhängen gör Bart likadant något som inte Homer gillar. Gästskådespelare: Bob Denver och Rod Steiger. |               |                                          |                                  |                                             |                   |            |
| 198 | 20            | "The Trouble with Trillions"             | Swinton O. Scott III             | Ian Maxtone-Graham                          | 5 april 1998      | 5F14       |
| Homer gör fel i sin deklaration och börjar jobba för FBI för att avslöja andra fifflare. Då han får FBI att gripa Mr. Burns för ekonomisk brottslighet rymmer han tillsammans med Smithers och Mr. Burns till Kuba med en biljondollarsedel. Gästskådespelare: Marcia Wallace och Paul Winfield. |               |                                          |                                  |                                             |                   |            |
| 199 | 21            | "Girly Edition"                          | Mark Kirkland                    | Larry Doyle                                 | 19 april 1998     | 5F15       |
| Lisa blir nyhetsankare i nyhetsprogrammet Kidz Newz men tvingas ta med Bart. Då Bart får ett eget dagligt reportage i programmet bestämmer sig Lisa för att visa vilken nolla han är då han gjorde att Groundskeeper Willie fick sparken. Homer passar på att skaffa en apa för handikappade något som inte Marge gillar. Gästskådespelare: Marcia Wallace. |               |                                          |                                  |                                             |                   |            |
| 200 | 22            | "Trash of the Titans"                    | Jim Reardon                      | Ian Maxtone-Graham                          | 26 april 1998     | 5F09       |
| Familjen firar Loveday för första gången och dagen efter hamnar Homer i bråk med sopgubbarna. Han bestämmer sig för att ta över renhållningen i Springfield men får svårt att klara budgeten. Gästskådespelare: Marcia Wallace, Steve Martin och U2. |               |                                          |                                  |                                             |                   |            |
| 201 | 23            | "King of the Hill"                       | Steven Dean Moore                | John Swartzwelder                           | 3 maj 1998        | 5F16       |
| Homer bestämmer sig för att visa Bart att han klarar mer än han gör börjar han träna. Han får sen uppdraget att klättra upp till toppen av Murderhorn med hjälp av kostmedlet Powersauce. Gästskådespelare: Brendan Fraser och Steven Weber. |               |                                          |                                  |                                             |                   |            |
| 202 | 24            | "Lost Our Lisa"                          | Pete Michels                     | Brian Scully                                | 10 maj 1998       | 5F17       |
| Lisa planerar ett besök på Springfield Museum och se Isis utställningen men då Marge måste ta Bart till doktorn lurar hon Homer att låta henne själv åka buss till utställningen men Lisa hamnar fel och är i behov av hjälp. Gästskådespelare: Marcia Wallace. |               |                                          |                                  |                                             |                   |            |
| 203 | 25            | "Natural Born Kissers"                   | Klay Hall                        | Matt Selman                                 | 17 maj 1998       | 5F18       |
| Homer och Marge firar en oromantisk bröllopsdag och upptäcker att de förlorat sexlusten. Men dagen efter upptäcker de att de blir tända av möjligheten att bli upptäckt men får problem då de springer runt i Springfield utan kläder. Under tiden lånar Bart och Lisa farfars metalldetektor. Gästskådespelare: Marcia Wallace. |               |                                          |                                  |                                             |                   |            |

## Hemvideoutgivningar
Säsongen släpptes som en DVD-box av 20th Century Fox i USA och Kanada den 19 december 2006, därefter har den släppts i andra länder. Den släpptes den 14 januari 2007 i region 2 samt i region 4 den 29 januari samma år. Boxen innehåller samtliga avsnitt och extra material som borttagna serier och kommentarer för samtliga episoder. DVD:n släpptes förutom som vanlig box även som "Collector's Edition", ett plastfodral föreställande Lisas ansikte. Utseendet på menyn hade inte förändrats sedan utgivningen av föregående säsong.
| The Complete Ninth Season (Region 1) | | | |
| Detaljer | Detaljer | Detaljer | Extra material |
| - 25 avsnitt - 4 disk - 4:3 - Språk: - Engelska (Dolby Digital 5.1, med undertexter) - Spanska (Dolby Digital, med undertexter) - Franska (Dolby Digital) - Extra språkval: Polska, Brasiliansk portugisiska, Tyska, Engelska | - 25 avsnitt - 4 disk - 4:3 - Språk: - Engelska (Dolby Digital 5.1, med undertexter) - Spanska (Dolby Digital, med undertexter) - Franska (Dolby Digital) - Extra språkval: Polska, Brasiliansk portugisiska, Tyska, Engelska | - 25 avsnitt - 4 disk - 4:3 - Språk: - Engelska (Dolby Digital 5.1, med undertexter) - Spanska (Dolby Digital, med undertexter) - Franska (Dolby Digital) - Extra språkval: Polska, Brasiliansk portugisiska, Tyska, Engelska | - Kommentarer som tillval för samtliga episoder - Introduktion av Matt Groening - Borttagna scener med kommentarer som tillval - Animations skisser: Principal and the Pauper och Lisa the Simpson. - Illustrated commentary: All Singing, All Dancing och Lost Our Lisa. - Fem reklamtrailers - Förhandstitt för The Simpsons: Filmen - Sketch Galleri |
| Releasedatum | | | - Kommentarer som tillval för samtliga episoder - Introduktion av Matt Groening - Borttagna scener med kommentarer som tillval - Animations skisser: Principal and the Pauper och Lisa the Simpson. - Illustrated commentary: All Singing, All Dancing och Lost Our Lisa. - Fem reklamtrailers - Förhandstitt för The Simpsons: Filmen - Sketch Galleri |
| Region 1 | Region 2 | Region 4 | - Kommentarer som tillval för samtliga episoder - Introduktion av Matt Groening - Borttagna scener med kommentarer som tillval - Animations skisser: Principal and the Pauper och Lisa the Simpson. - Illustrated commentary: All Singing, All Dancing och Lost Our Lisa. - Fem reklamtrailers - Förhandstitt för The Simpsons: Filmen - Sketch Galleri |
| 19 december 2006 | 29 januari 2007 | 21 mars 2007 | - Kommentarer som tillval för samtliga episoder - Introduktion av Matt Groening - Borttagna scener med kommentarer som tillval - Animations skisser: Principal and the Pauper och Lisa the Simpson. - Illustrated commentary: All Singing, All Dancing och Lost Our Lisa. - Fem reklamtrailers - Förhandstitt för The Simpsons: Filmen - Sketch Galleri |